# Scotopteryx joannisi
Scotopteryx joannisi là một loài bướm đêm trong họ Geometridae.